# Campionat de Catalunya de futbol 1903-1904
La temporada 1903-04 del Campionat de Catalunya de futbol fou la cinquena edició de la competició. Fou disputada la temporada 1903-04 pels principals clubs de futbol de Catalunya.
Després de l'experiència de la Copa Macaya i la Copa Barcelona, el 1903 l'Associació de Clubs de Barcelona crea aquesta nova competició que esdevindrà la competició futbolística més important d'Espanya (fins a l'establiment de la Lliga Espanyola) i amb gran tradició a Catalunya.

## Primera Categoria

### Classificació final
| Pos | Equip             | PJ | PG | PE | PP | GF | GC | DG  | Pts | Classificació |       | Club Deportiu Espanyol | Futbol Club Internacional | Català Futbol Club | Futbol Club Barcelona | Salut Sport Club | Joventut FC | FC Sant Gervasi | X Sporting Club | Ibèric | Ibèria SC |
| --- | ----------------- | -- | -- | -- | -- | -- | -- | --- | --- | ------------- | ----- | ---------------------- | ------------------------- | ------------------ | --------------------- | ---------------- | ----------- | --------------- | --------------- | ------ | --------- |
| 1   | Club Espanyol (C) | 16 | 15 | 1  | 0  | 83 | 15 | +68 | 31  | Campió        |       | —                      | 5–0                       | 2–0                | 4–1                   | 7–2              | 18–0        | 15–1            | (c/p)           | 9–0    |           |
| 2   | FC Internacional  | 16 | 12 | 1  | 3  | 68 | 15 | +53 | 25  |               |       | 2–6                    | —                         | 1–2                | 1–1                   | (c/p)            | 5–0         | 21–0            | 5–0             | 16–0   |           |
| 3   | Català FC         | 16 | 12 | 1  | 3  | 62 | 11 | +51 | 25  |               | 2–3   | 0–2                    | —                         | 1–1                | 4–1                   | 6–1              | 9–0         | (c/p)           | 13–0            |        |           |
| 4   | FC Barcelona      | 16 | 10 | 3  | 3  | 57 | 15 | +42 | 23  |               | 4–4   | 1–2                    | (c/p)                     | —                  | 10–0                  | 2–0              | 10–0        | 4–0             | (c/p)           |        |           |
| 5   | Salut SC          | 16 | 8  | 0  | 8  | 40 | 37 | +3  | 16  |               | 0–2   | 0–3                    | 0–7                       | 2–3                | —                     | 3–0              | 4–0         | s/d             | 6–0             |        |           |
| 6   | Joventut FC       | 16 | 5  | 1  | 10 | 22 | 57 | −35 | 11  |               | 2–5   | (c/p)                  | 0–9                       | 0–3                | 0–3                   | —                | 1–0         | 1–0             | 2–0             |        |           |
| 7   | FC Sant Gervasi   | 16 | 3  | 2  | 11 | 12 | 95 | −83 | 8   |               | 1–3   | 0–8                    | 0–3                       | 0–13               | 1–3                   | 3–3              | —           | 1–0             | 1–1             |        |           |
| 8   | FC X              | 16 | 1  | 1  | 14 | 2  | 35 | −33 | 3   |               | (c/p) | 0–2                    | 0–6                       | (c/p)              | 0–11                  | 0–3              | 0–1         | —               | 1–0             |        |           |
| 9   | Ibèric FC         | 16 | 0  | 2  | 14 | 4  | 70 | −66 | 2   |               | (c/p) | (c/p)                  | (c/p)                     | 1–4                | 0–5                   | 0–9              | 1–3         | 1–1             | —               |        |           |
| 10  | Ibèria SC         | 0  | 0  | 0  | 0  | 0  | 0  | 0   | 0   | (Nota)        |       |                        |                           |                    |                       |                  |             |                 |                 |        | —         |

Tots els clubs eren de Barcelona. L'Ibèria SC abandonà la competició.

### Desempat pel segon lloc
Partit de desempat per la segona posició (Copa Torino):

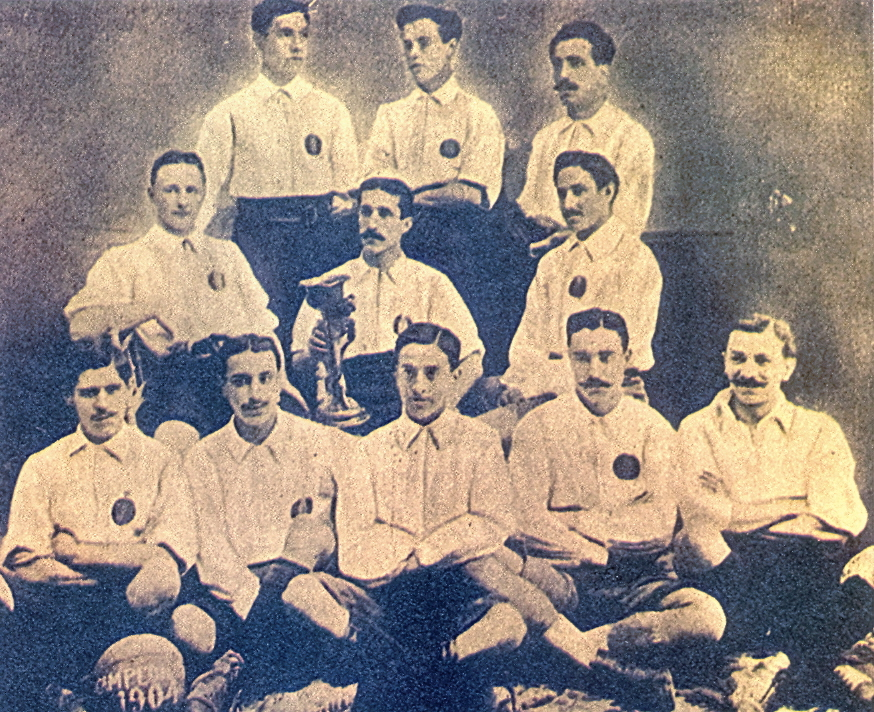
Equip del Club Espanyol guanyador del Campionat

| FC Internacional | 4-0 | Català FC |
| ---------------- | --- | --------- |
|                  |     |           |

### Resultats finals
- Campió de Catalunya: Club Espanyol de Football
- Classificats pel Campionat d'Espanya: Club Espanyol de Football, que hi renuncià.
- Descensos: No hi havia descensos reglamentats
- Ascensos: No hi havia ascensos reglamentats